# Надозер'я (Ленінградська область)
Надозер'я (рос. Надозерье) — присілок у Волховському районі Ленінградської області Російської Федерації.
Населення становить 5 осіб. Належить до муніципального утворення Хваловське сільське поселення.

## Історія
Згідно із законом № 56-оз від 6 вересня 2004 року належить до муніципального утворення Хваловське сільське поселення.

## Населення
| 1838 | 1862 | 1885 | 1997 | 2007 | 2010 | 2017 |
| ---- | ---- | ---- | ---- | ---- | ---- | ---- |
| 36   | ↘22  | ↘17  | ↘6   | ↘5   | ↘1   | ↗5   |